# りょうけん座AM星
りょうけん座AM星(AM Canum Venaticorum)は、りょうけん座にある激変星である。変光星の分類りょうけん座AM型星のプロトタイプ星となっている。